# IL-2 Sturmovik: Birds of Prey
Pour les articles homonymes, voir Bird of Prey (homonymie).
IL-2 Sturmovik: Birds of Prey est un jeu vidéo de combat aérien développé par Gaijin Entertainment et édité par 505 Games, sorti en 2009 sur PlayStation 3, Xbox 360, Windows, Nintendo DS et PlayStation Portable.

## Accueil
- Jeuxvideo.com : 16/20 (PS3/X360)[1] - 12/20 (PSP)[2] - 13/20 (DS)[3]